# 奥尔尼略斯德埃雷斯马
奥尔尼略斯德埃雷斯马，是西班牙卡斯蒂利亚-莱昂巴利亚多利德省的一个市镇。总面积35平方公里，总人口186人（2001年），人口密度5人/平方公里。